# Ibrahima Camara (football, 1988)
Pour les articles homonymes, voir Ibrahima Camara et Camara.
Ibrahima Camara, né le 8 mars 1988, est un footballeur guinéen évoluant au poste de milieu défensif avec le Club sportif de Hammam Lif.

## Carrière
- 2006-2009 : Olympique de Béja ( Tunisie)
- 2009-2013 : Club sportif chênois ( Suisse)
- 2013-2015 : Étoile sportive de Métlaoui ( Tunisie)
- 2015- : Club sportif de Hammam Lif ( Tunisie)[1]

## Palmarès
- Coupe de Tunisie de football :
  - Vainqueur : 2010 avec l'Olympique de Béja ( Tunisie)